# Calleupalamus erythrocoxa
Calleupalamus erythrocoxa är en stekelart som beskrevs av Heinrich 1968. Calleupalamus erythrocoxa ingår i släktet Calleupalamus och familjen brokparasitsteklar. Inga underarter finns listade.